# Møllebakken (Fløng Sogn)
 For alternative betydninger, se Møllebakken. (Se også artikler, som begynder med Møllebakken)
Møllebakken er en bakke, 42 meter over havets overflade i Fløng i Høje-Taastrup kommune. Møllebakken er Fløngs højeste punkt. På toppen af Møllebakken ligger gravhøjen Baunehøj. Der har været mølledrift på Møllebakken siden 1259. Danmarks ældst kendte vindmølle stod på Møllebakken. I dag er der kun en ruin tilbage.
I 2017 blev lege/opholdsområdet den Grønne Plads indviet. Den Grønne Plads ligger for foden af Møllebakken. På fodboldbanen ved Møllebakken har Cirkus Arli siden 1980 holdt deres sæsonpremiere.
Om sommeren græsser der får på Møllebakken.

## Gravhøjen Baunehøj
Baunehøj er omkring 23 meter i diameter og 2,5 meter høj. Gravhøjen er bygget i bronzealderen af græstørv, som er skåret i firkanter på ca. 25 x 25 cm og stablet oven på hinanden som en slags byggesten. Der er brugt omkring 700.000 græstørv til at bygge højen. Gravhøjen har aldrig været udgravet, men rummer måske liget af en fornem person.
I oldtiden har højen fungeret som begravelsesplads og pejlepunkter for vejfarne. I middelalderen er højen blevet brugt som en del af et større alarmsystem, de såkaldte bavnehøje. Højene blev brugt, når folk skulle kaldes sammen. Bavn betyder brændestabel. Ved at tænde mål på højen kunne man advare omkringliggende landsbyer om, at der var fare på færde.
Baunehøj blev fredet i 1932. Ved gravhøjen står en fredningssten med indhugget kongekrone og bogstaverne “FM”, som står for Fredet Mindesmærke.

## Møllen
Der har været mølledrift på Møllebakken siden 1259. Først stod der en vindmølle på bakken. Denne regnes for at være den ældste vindmølle/stubmølle i Danmark. I 1863 opførtes en ny mølle. Møllen skiftede derefter ejer flere gange og i 1925 blev der installeret en motormølle. Den 15. april 1946 brændte Fløng mølle. Det var en voldsom brand. I løbet af en time var møllen brændt ned. Efter branden blev der lavet et fundament til en ny mølle i sten. 1961 blev møllen solgt. Det er usikkert hvornår mølledriften ophørte. I 1992 overgik en del af den jord, der hørte til møllen til Høje-Taastrup kommune. I 1996 blev møllestubben revet ned på grund af fare for sammenstyrtning. I dag er der kun fundamentet af den gamle møllestub tilbage.